# نقاشی فضای باز

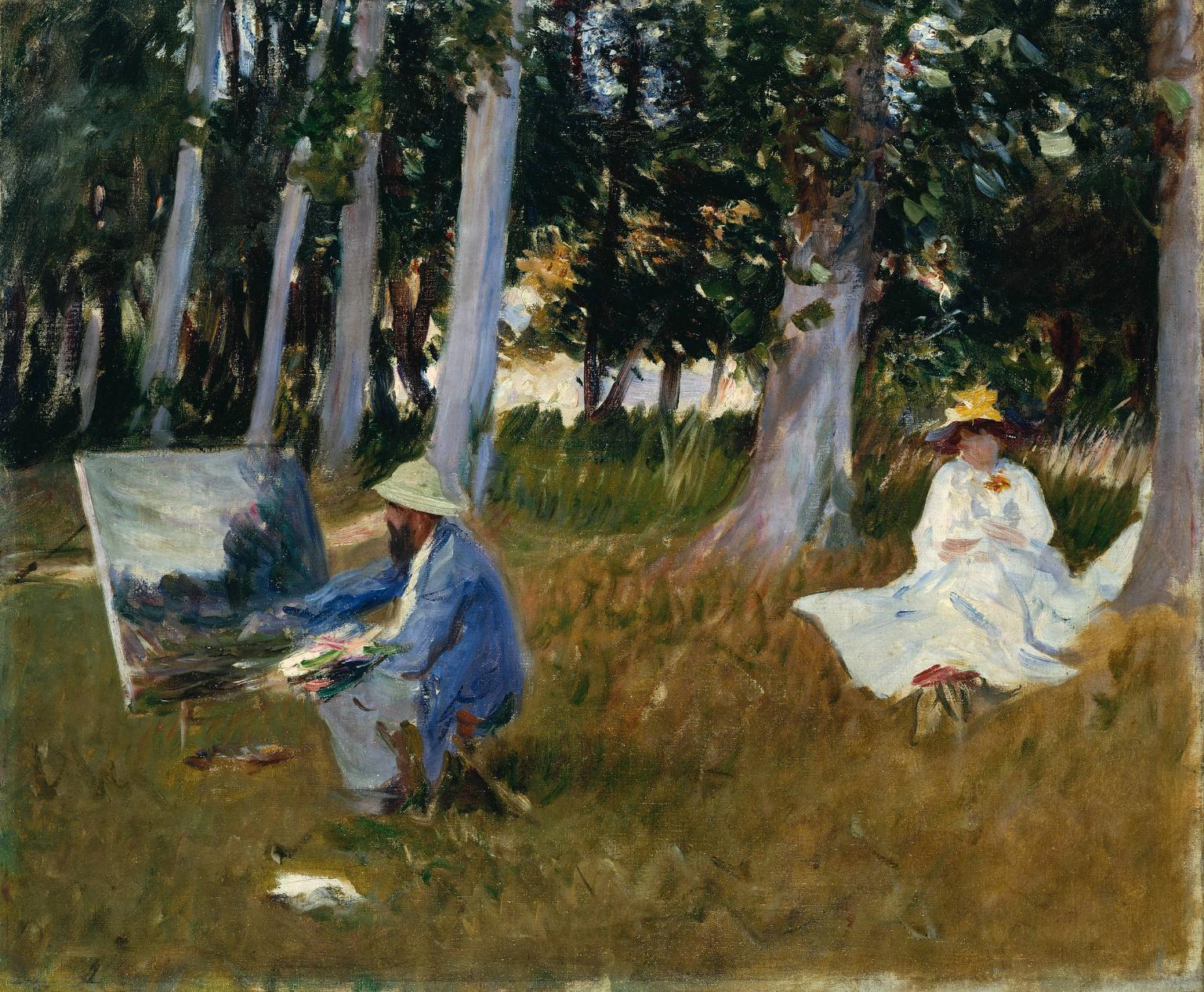
Sargent MonetPainting

نقاشی فضای باز (انگلیسی: En plein air) اقتباس از معادل فرانسوی (فرانسوی: Peinture sur le motif) است، و به طور کلی یک فُرم از نقاشی امپرسیونیست فرانسه در قرن نوزدهم میلادی است. نشان دادن نور و حالت مکان‌های بدون سقف و فضاهای باز به خصوص برای توصیف عمل نقاشی خارج از منزل نیز نامیده می‌شود. نقش کشیدن از اجسام یا آنچه را که چشم به شکل واقعی آن می‌بیند از ایده‌های اصلی این هنر است که در آن، یک طرح به روش باز تولید شرایط بصری واقعی در زمان نشان داده می‌شود. برای کار در این شیوه و فُرم از نقاشی، باید یک نگاه از پیش تعیین شده از اجسام یا مناظر در فضای باز ایجاد گردد.

## تاریخچه
قبل از قرن نوزدهم، هنرمندان رنگ‌های خود را از رنگدانه‌های خام ترکیب می‌کردند که اغلب خود را با استفاده از رسانه‌های مختلف آسیاب می‌کردند. این باعث شده بود تا قابلیت حمل و نقل نامناسب باشد و بیشتر فعالیت های نقاشی محدود به استودیو باشد. با این حال، در دهه 1830، مدرسه باربیزون در فرانسه که شامل چارلز-فرانسوا دوبینی و تئودور روسو بود، از تمرین هوای عمومی برای به تصویر کشیدن تغییر ظاهر نور با تغییر شرایط آب و هوایی استفاده کرد.
این وضعیت بعداً در دهه 1800 هنگامی که لوله‌های رنگ روغن در دسترس قرار گرفت، بهبود یافت، و به نقاشی در فضای باز اجازه داد تا برای هنرمندان بیشتری قابل اجرا باشد، لوله رنگ جمع شونده در سال 1841 توسط پرتره‌نگار آمریکایی جان جی رند اختراع شد.
در اوایل دهه 1860، چهار نقاش جوان: کلود مونه، پیر آگوست رنوار، آلفرد سیسلی و فردریک بازیل، در حین تحصیل زیر نظر هنرمند آکادمیک چارلز گلیر با یکدیگر آشنا شدند. آنها متوجه شدند که علاقه مشترکی به نقاشی مناظر و زندگی معاصر دارند و اغلب با هم به حومه شهر می‌رفتند تا در هوای آزاد نقاشی کنند. آن‌ها دریافتند که می‌توانند مستقیماً از طبیعت زیر نور خورشید نقاشی کنند و با استفاده از رنگدانه‌های مصنوعی زنده موجود، شروع به ایجاد شیوه‌ای سبک‌تر و روشن‌تر از نقاشی کردند که رئالیسم گوستاو کوربه و مکتب باربیزون را بیشتر گسترش داد. این تئوری در آغاز کار رادیکال بود، اما در دهه های بعدی قرن نوزدهم، این تئوری در عمل عادی هنری جذب شده بود.

## نگارخانه

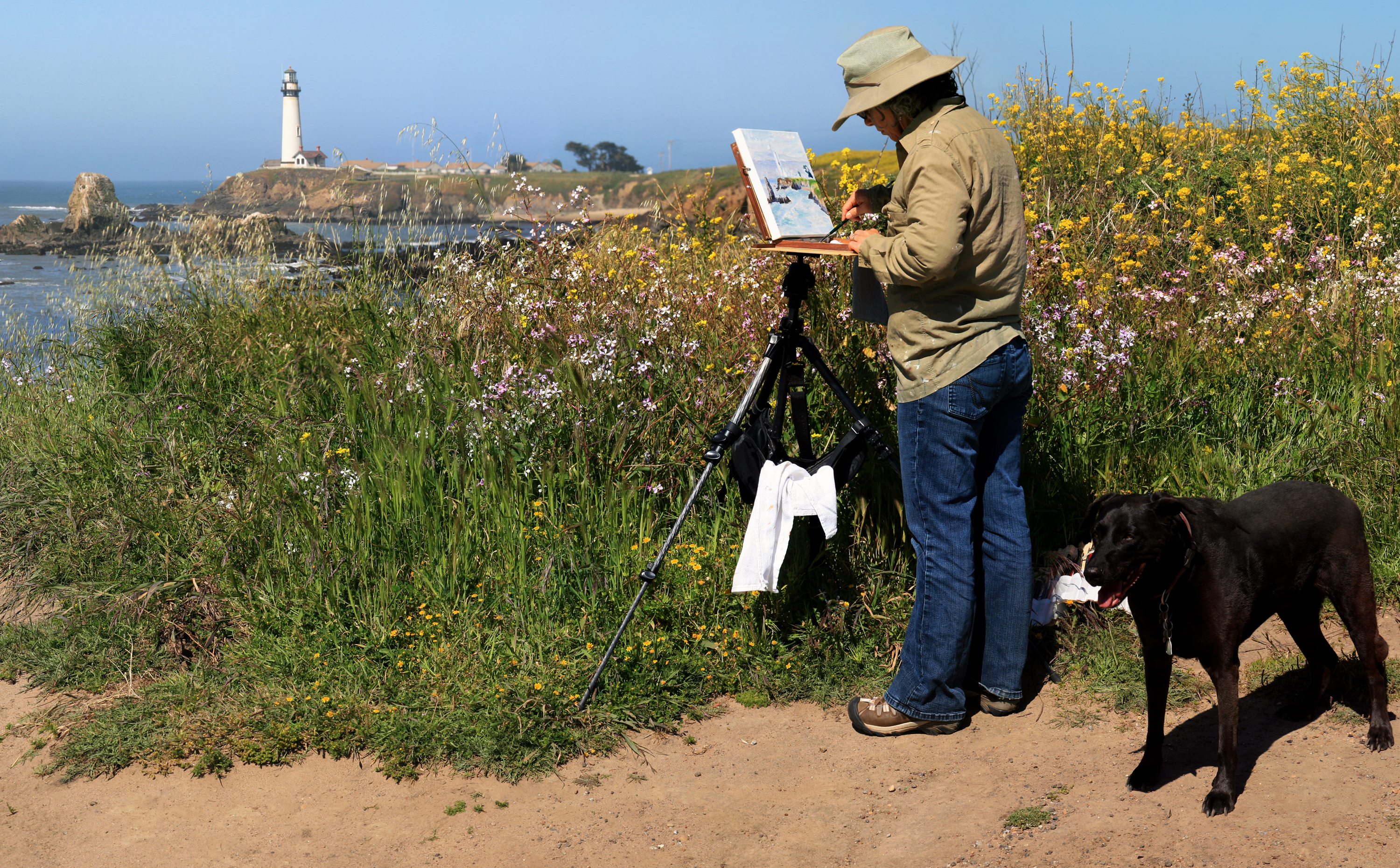
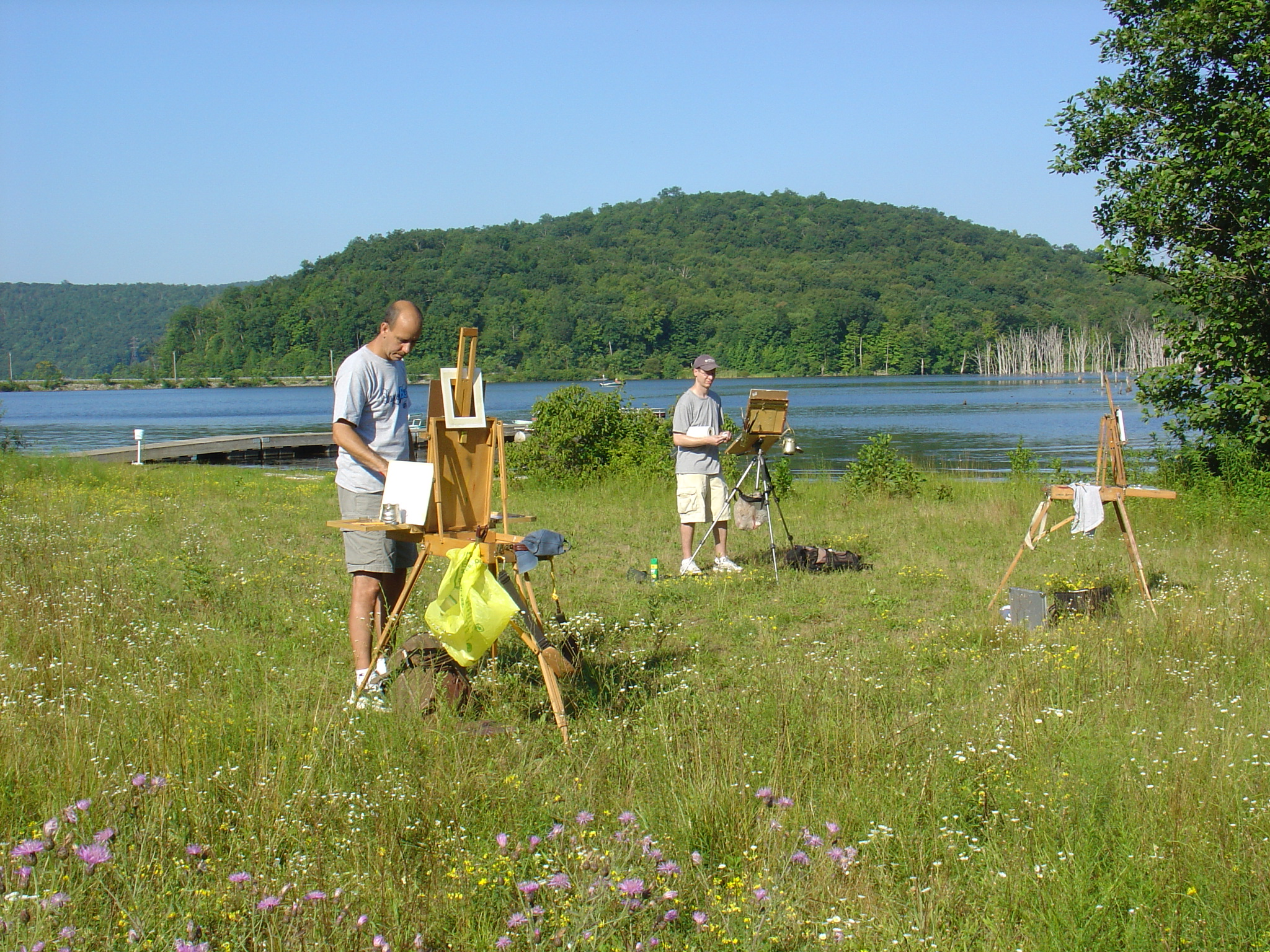
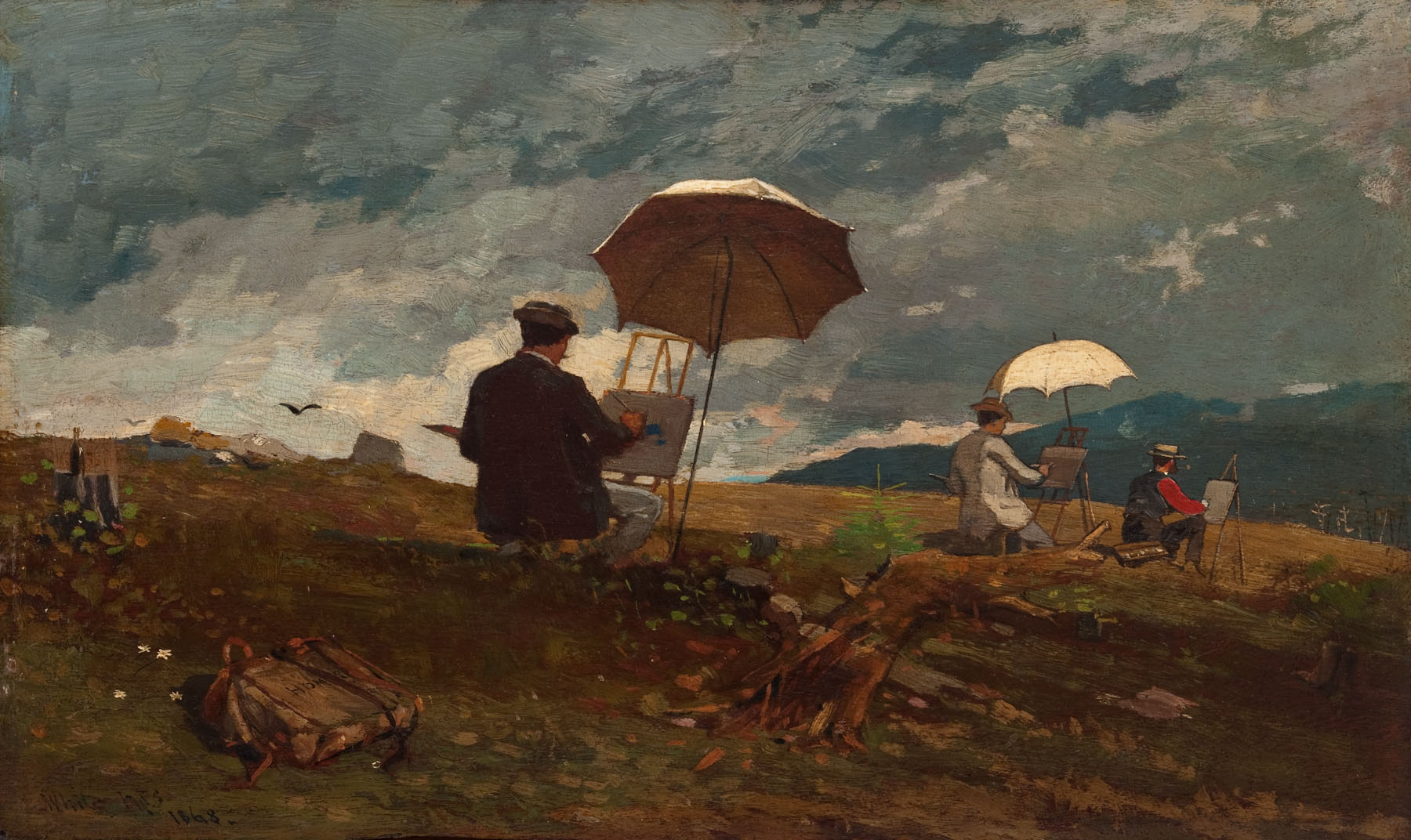
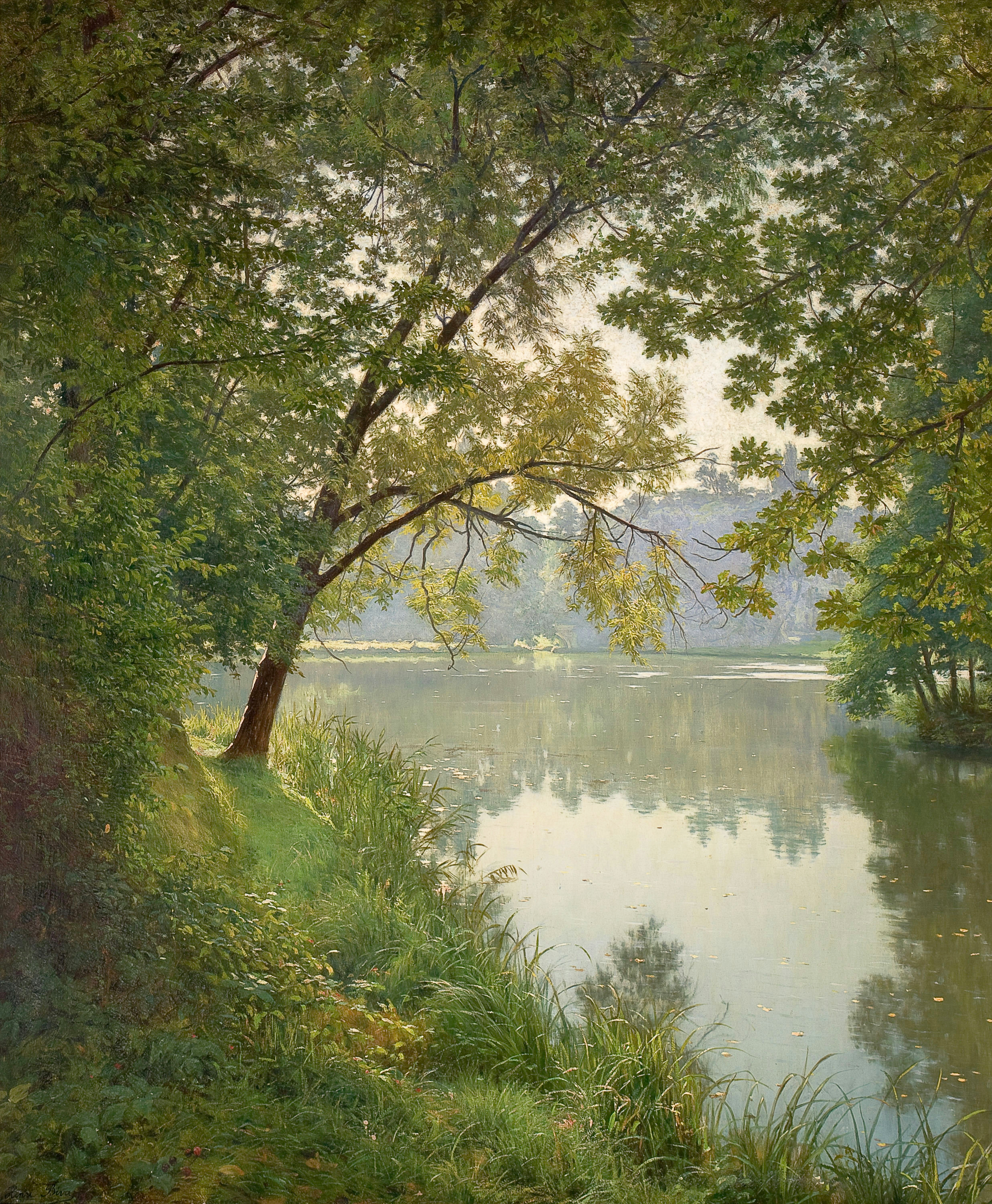